# Skogstaggfoting
Skogstaggfoting (Zora silvestris) är en spindelart som beskrevs av Kulczynski 1897. Skogstaggfoting ingår i släktet Zora och familjen taggfotsspindlar. Arten är reproducerande i Sverige. Inga underarter finns listade i Catalogue of Life.